# Liste der Museen im Kreis Paderborn
Die Liste der Museen im Kreis Paderborn beinhaltet Museen, die unter anderem Kunst, Kultur und Naturgeschichte vorstellen.

## Liste der Museen
| Bezeichnung                                                          | Ort                      | Bemerkungen | Bild                                    |
| -------------------------------------------------------------------- | ------------------------ | --- | --------------------------------------- |
| Eggemuseum                                                           | Altenbeken               | Heimat- und Handwerksgeschichte |                                         |
| Heimatmuseum Haus Hartmann                                           | Bad Lippspringe          | |                                         |
| Ohrmackers-Mühle                                                     | Bad Wünnenberg           | |                                         |
| Polizeimuseum Haaren                                                 | Bad Wünnenberg           | |                                         |
| Grandmühle Museum Wünnenberg                                         | Bad Wünnenberg           | |                                         |
| Heimatmuseum Nordborchen                                             | Borchen                  | |                                         |
| Funkmuseum                                                           | Büren                    | |                                         |
| Mittel- und Bohrmühle                                                | Büren                    | Früher galt Büren als Stadt der Mühlen. Die Mittelmühle als ehemalige Getreidemühle ist heute eine Mineralmühle und wurde restauriert. Sie beherbergt ein wertvolles technisches Denkmal. Direkt auf der anderen Seite des Mühlengrabens liegt die Bohrmühle, in der Holzstämme zu Wasserrohren verarbeitet wurden. | Bild der Mittel- und Bohrmühle in Büren |
| Schulmuseum                                                          | Büren                    | |                                         |
| Historisches Museum des Hochstifts Paderborn in der Wewelsburg       | Büren-Wewelsburg         | |                                         |
| Erinnerungs- und Gedenkstätte Wewelsburg 1933–1945 an der Wewelsburg | Büren-Wewelsburg         | |                                         |
| Heimatstube Ostenland                                                | Delbrück-Ostenland       | Umfangreiche Sammlung an historischen Fundstücken aus der Steinzeit bis zum Ende des 20. Jahrhunderts. |                                         |
| Heimathaus am Kirchplatz                                             | Delbrück                 | |                                         |
| Dorfschulmuseum                                                      | Hövelhof-Riege           | |                                         |
| Heimatzentrum OWL                                                    | Hövelhof                 | |                                         |
| Heimat- und Naturkundemuseum                                         | Lichtenau                | |                                         |
| LWL-Museum für Klosterkultur im Kloster Dalheim                      | Lichtenau                | |                                         |
| ars sacrale – Museum für sakrale Kunst                               | Paderborn                | |                                         |
| Deutsches Traktoren- und Modellauto-Museum                           | Paderborn                | |                                         |
| Erzbischöfliches Diözesanmuseum Paderborn                            | Paderborn                | sakraler Kunst des 10. bis 20. Jahrhunderts |                                         |
| Heinz Nixdorf MuseumsForum                                           | Paderborn                | Das Computermuseum und zeigt 5.000 Jahre Geschichte der Informations- und Kommunikationstechniken |                                         |
| Kunsthalle Paderborn                                                 | Paderborn                | Ohne festes Gebäude. |                                         |
| Stadtmuseum Paderborn                                                | Paderborn                | Stadtgeschichte von Gründungszeit bis zum Wiederaufbau nach dem Zweiten Weltkrieg |                                         |
| Museum in der Kaiserpfalz                                            | Paderborn                | Exponate aus karolingischer und ottonischer Zeit |                                         |
| Residenzmuseum                                                       | Paderborn-Schloß Neuhaus | Bau- und Residenzgeschichte des Schlosses |                                         |
| Naturkundemuseum im Marstallmuseum Schloss Neuhaus                   | Paderborn-Schloß Neuhaus | Heimische Fauna und Flora |                                         |
| Schulmuseum                                                          | Paderborn                | Darstellung der über 1200-jährigen Schulgeschichte Paderborns |                                         |
| Städtische Galerie in der Reithalle                                  | Paderborn-Schloß Neuhaus | Malerei und Grafik aus dem 17. bis zum frühen 20. Jahrhundert |                                         |
| Deutsches Polizeimuseum                                              | Salzkotten               | |                                         |
| Fahrrad- und Historisches Landwirtschaftsmuseum                      | Salzkotten               | |                                         |
| Heimathaus Salzkotten                                                | Salzkotten               | |                                         |